# Gouvernement de la république serbe de Bosnie
Ne doit pas être confondu avec Gouvernement de la Serbie.
Le Gouvernement de la république serbe de Bosnie (en serbe cyrillique : Влада Републике Српске ; en serbe latin : Vlada Republike Srpske) est l'un des éléments clés du pouvoir exécutif dans la république serbe de Bosnie (Republika Srpska), l'une des deux entités formant la Bosnie-Herzégovine.

## Composition
Le chef du gouvernement porte le titre officiel de Président du gouvernement de la république serbe de Bosnie (Предсједник Владе Републике Српске) mais il est familièrement désigné sous le nom de Premijer Republike Srpske (Премијер Републике Српске). Il est choisi par le président de la république serbe de Bosnie, après consultation des groupes parlementaires de l'Assemblée nationale. Dans sa charge, il est accompagné de deux vice-présidents, représentant chacun l'une des communautés nationales de la République, Croates et Bosniaques. Le gouvernement comprend encore seize ministres et il est responsable devant l'assemblée.

## Siège
Le siège du gouvernement est situé au centre de la ville de Banja Luka la capitale de la république serbe de Bosnie. Depuis 2007, le gouvernement est installé dans les locaux modernes du Centre administratif du gouvernement de la République serbe.

## Histoire
Liste des présidents du gouvernement depuis 1992 :
| Nom                        | Début de mandat  | Fin de mandat    | Parti |
| -------------------------- | ---------------- | ---------------- | ----- |
| Branko Đerić               | 22 avril 1992    | 20 janvier 1993  | SDS   |
| Vladimir Lukić             | 20 janvier 1993  | 18 août 1994     | SDS   |
| Dušan Kozić                | 18 août 1994     | 16 octobre 1995  | SDS   |
| Rajko Kasagić              | 16 octobre 1995  | 18 mai 1996      | SDS   |
| Gojko Kličković            | 18 mai 1996      | 31 janvier 1998  | SDS   |
| Milorad Dodik (1er mandat) | 31 janvier 1998  | 16 janvier 2001  | SNSD  |
| Mladen Ivanić              | 16 janvier 2001  | 17 janvier 2003  | PDP   |
| Dragan Mikerević           | 17 janvier 2003  | 17 février 2005  | PDP   |
| Pero Bukejlović            | 17 février 2005  | 28 février 2006  | SDS   |
| Milorad Dodik (2e mandat)  | 28 février 2006  | 15 novembre 2010 | SNSD  |
| Aleksandar Džombić         | 29 décembre 2010 | 12 mars 2013     | SNSD  |
| Željka Cvijanović          | 12 mars 2013     | 19 novembre 2018 | SNSD  |
| Radovan Višković           | 18 décembre 2018 | en cours         | SNSD  |

## Gouvernement actuel
Le gouvernement actuel a été formé le 18 décembre 2018. Son président est Radovan Višković.
| Domaine                                                                  | Ministre             | Parti | Parti |
| ------------------------------------------------------------------------ | -------------------- | ----- | ----- |
| Premier ministre                                                         | Radovan Višković     |       | SNSD  |
| Vice-Premier ministre Justice                                            | Anton Kasipović      |       | SNSD  |
| Vice-Premier ministre Aménagement du territoire, Génie civil et Écologie | Srebrenka Golić      |       | SNSD  |
| Finances                                                                 | Zora Vidović         |       | SNSD  |
| Affaires intérieures                                                     | Dragan Lukač         |       | SNSD  |
| Administration et Gouvernement local                                     | Senka Jujić          |       | NPS   |
| Intégration européenne et Coopération internationale                     | Zlatan Klokić        |       | SNSD  |
| Travail, Anciens combattants et Protection des personnes handicapées     | Duško Milunović      |       | SPRS  |
| Commerce et Tourisme                                                     | Suzana Gašić         |       | DEMOS |
| Industrie, Énergie et Mines                                              | Petar Đokić          |       | SPRS  |
| Transports et Communications                                             | Nedeljko Ćorić       |       | SNSD  |
| Agriculture, Forêts et Gestion de l'eau                                  | Boris Pašalić        |       | SNSD  |
| Éducation et Culture                                                     | Natalija Trivić      |       | US    |
| Santé et Protection sociale                                              | Alen Šeranić         |       | SNSD  |
| Économie et Entrepreneuriat                                              | Vjekoslav Petričević |       | NDP   |
| Famille, Jeunesse et Sports                                              | Sonja Davidović      |       | SPRS  |
| Science, Technologie, Enseignement supérieur et Informatique             | Srđan Rajčević       |       | SNSD  |